# Tour de France de 2023
A 110.ª edição do Tour de France foi uma corrida de ciclismo de estrada por etapas que decorreu entre 1 e 23 de julho de 2023 com início em Bilbau, Espanha, finalizando na avenida Champs-Élysées em Paris, França. Foi composta por vinte e uma etapas: oito etapas planas, quatro etapas montanhosas, oito etapas de montanha com quatro chegadas ao topo (Cauterets-Cambasque, Puy de Dôme, Grand Colombier e Saint-Gervais Mont-Blanc), contrarrelógio individual e dois dias de descanso. O atual campeão Jonas Vingegaard (Team Jumbo–Visma) venceu a classificação geral pelo segundo ano consecutivo.
A corrida é a segunda e a mais importante das denominadas Grandes Voltas da temporada e fez parte do circuito UCI WorldTour de 2023 dentro da categoria 2.uwT sendo a vigésima primeira competição do calendário de máxima categoria mundial.

## Percorrido

### Generalidades
O Tour de France de 2023 iniciou de Bilbau para ficar três dias ao País Basco espanhol. O percurso é marcado igualmente pelo regresso do Puy de Dôme, onde o Tour de France já não passa desde 1988. Excepto pelas três últimas etapas, o Tour desenvolveu-se na metade sul do hexágono.
Nunca desde a introdução do contrarrelógio individual em 1934, um percurso do Tour de France não contava também com poucos quilómetros nesse exercício, um único contrarrelógio individual de 22,4 km.
Esta edição 2023 do Tour de France fez a parte boa à montanha com 30 ascensões classificadas em 2.ª categoria ou mais e os cinco maciços montanhosos franceses foram visitados (Os Alpes, o Jura, o Maciço Central, os Pirenéus e os Vosgos). A subida de Vivero (País Basco), o Col de la Croix-Rosier (Maciço central) e o Col du Feu (Alpes) são inéditos.

### Grande saída ao País basco
Ambos primeiros dias bem como a primeira parte da 3.ª etapa desenvolveu-se na região espanhola do País basco. A 1.ª etapa arrancou e terminou em Bilbau ante o Museu Guggenheim. O itinerário principal primeiramente a costa do Golfo de Biscaia antes de voltar a Bilbau por várias ascensões cuja subida de Pike escarpado a aproximadamente 10 quilómetros antes da linha de chegada. A 2.ª etapa, que leva da cidade basca de Vitoria-Gasteiz-Gasteiz a San Sebastián, compreendeu igualmente várias ascensões. Desenhada para o ataque, esta etapa retoma uma parte do percurso escarpado da clássica donostiarra cujo sua principal dificuldade, o Jaizkibel. A 3.ª etapa começou na municipalidade espanhola de Amorebieta-Etxano seguindo a costa atlântica entrando na parte francesa do País basco, onde a etapa terminou em Baiona e poderia se terminar por um sprint.

### Primeira semana: dos Pirenéus ao Maciço Central

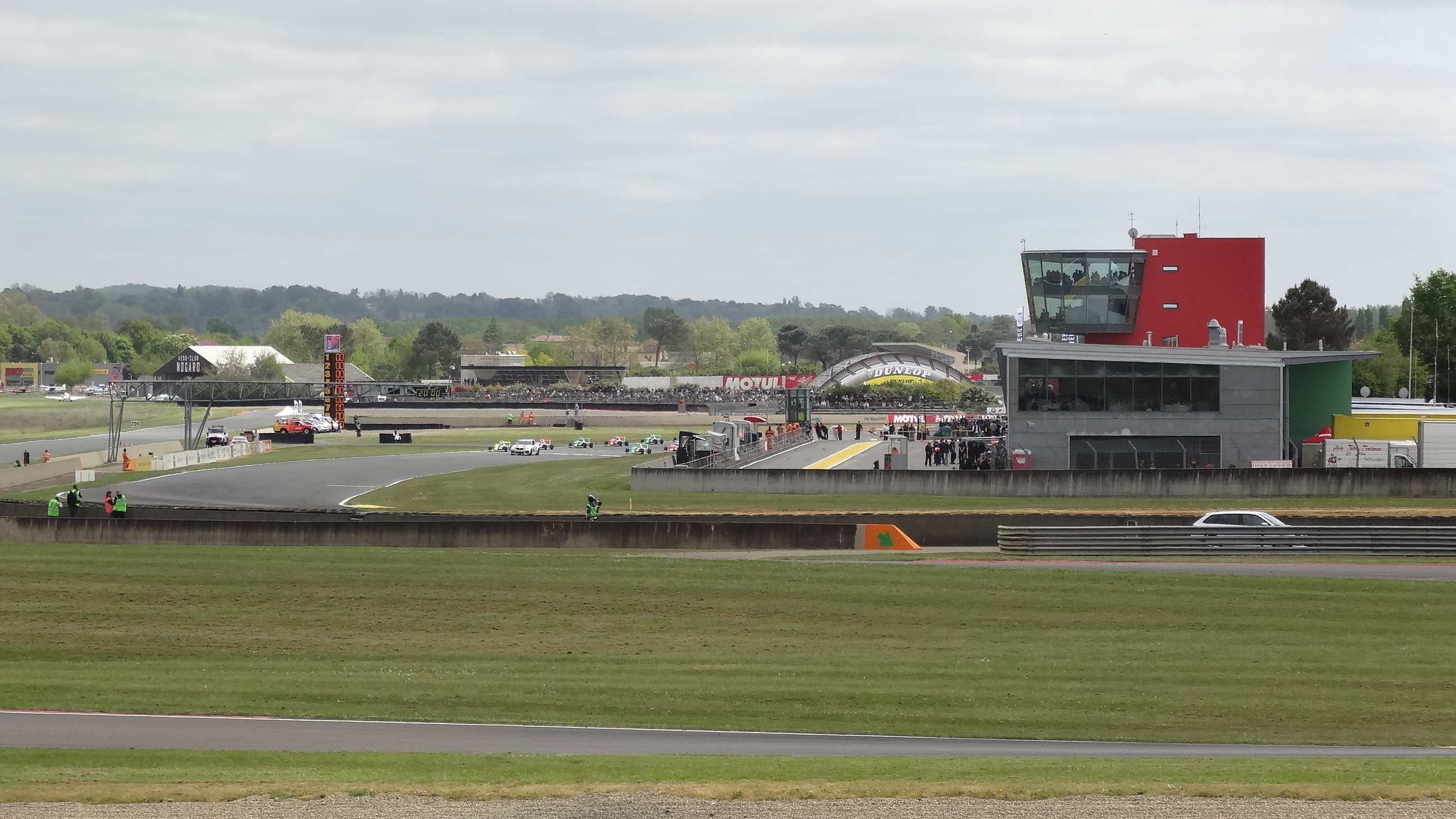
O Circuito Paul Armagnac a Nogaro, local de chegada original da 4.ª etapa

A 4.ª etapa leva de Dax a Nogaro, onde a chegada tem lugar no Circuito Paul Armagnac. Desde a 5.ª etapa, os corredores atingem os Pirenéus francesas e atravessam o col do Soudet (1540 m) e o col de Marie-Blanque (1035 m) em direcção de Laruns. A primeira chegada em montanha é a Cauterets-Cambasque (1355 m) na a 6.ª etapa. Antes desta chegada, o col du Tourmalet (2115 m) está superado, onde é visto a lembrança Jacques Goddet. Após duas etapas em Pirenéus, o Tour de France abandona a montanha e leva os corredores na um troço plano de Mont-de-Marsan em Bordéus para a 7.ª etapa. Um sprint de massa é considerado igualmente como provável na 8.ª etapa que leva de Libourne a Limoges. Na primeira semana termina-se pela 9.ª etapa e uma segunda chegada à cimeira do Tour de Puy de Dôme (1415 m), que volta ao programa do Tour de France 35 anos após a sua última passagem.

### Segunda semana: do Maciço central em Jura e aos Alpes
À sombra do Puy de Dôme, na segunda semana começa após a primeira jornada de repouso. De Vulcania, o itinerário da 10.ª etapa guia os corredores num percurso escarpado através do Maciço central até Issoire. O no dia seguinte, a 11.ª etapa liga Clermont-Ferrand a Moulins em estradas relativamente planas. A 12.ª etapa atravessa o vinhedo do Beaujolais antes de que a etapa ondulada não se termina a Belleville-en-Beaujolais. A terceira chegada à cimeira está atingida no marco da 13.ª etapa no col do Grande Colombier (1501 m) no Maciço de Jura. A subida de 17,4 quilómetros marcha de Culoz e apresenta uma pendente média além do 7 %. A 14.ª etapa passa de Jura aos Alpes, atravessando o col de la Ramaz (1619m) e o col de Joux Plane (1712m) antes de concluir a etapa a Morzine. A última verdadeira chegada à cimeira decorre um dia mais tarde a Saint-Gervais-les-Bains  (O Bettex) a 1372 metros de altitude em conclusão da 15. ª etapa.

### Terceira semana: de Alpes em Vosgos e a Paris
A terça e última semana começa após o segundo dia de repouso com o único contrarrelógio individual da volta. O itinerário de 22 km de Passy a Combloux desta 16.ª etapa compreende duas ascensões. O no dia seguinte, a 17.ª etapa pode ser qualificada de etapa rainha deste Tour. Este marcha de Saint-Gervais-les-Bains via as ascensões do Col dos Saisies (1650 m), do Cormet de Roselend (1967 m) e da costa de Longefoy (1174 m), antes de escalar o col de la Loze (2304 m) onde o ponto culminante da 110 edição está atingido. Após o lembrança Henri Desgrange localizado à cimeira da subida de 28,4 quilómetros, uma curta descida leva a Courchevel, onde a chegada se localiza ao Altiport. Com a 18.ª etapa, o Tour de France abandona os Alpes levando os corredores de Moûtiers a Bourg-en-Bresse em estradas planas. A 19.ª etapa entre Moirans-en-Montagne e Poligny também não apresenta dificuldades maiores. A 20.ª etapa, que supera vários cols da cordilheira dos Vosges, oferece a última sorte na luta para a camisola amarela. O final da etapa escala o Petite Ballon (1163 m) e o col du Platzerwasel (1193 m) antes de apanhar a chegada ao cabo de um curto palco ao Markstein. A 21.ª etapa final leva tradicionalmente a Paris, onde o Tour de France se termina na avenida dos Campos Elíseos.

## Equipas participantes
Tomaram a partida um total de 22 equipas, dos quais assistirão por direito próprio os 18 equipas de categoria UCI WorldTeam, bem como o Lotto-Dstny e o TotalEnergies ao ser os dois melhores equipas UCI ProTeam da temporada anterior. As restantes 2 praças foram destinadas ao Israel-Premier Tech e ao Uno-X Pro Cycling Team (primeira equipa norueguês em participar num Tour de France) de UCI ProTeam por convite direto dos organizadores da prova. O pelotão inicial estava conformado por 176 ciclistas dos quais terminaram xxx. As equipas participantes são:
| Equipes WorldTeam (18)- AG2R Citroën Team - Alpecin-Deceuninck - Arkéa-Samsic - Astana Qazaqstan Team - Bahrain Victorious - Bora-Hansgrohe - Team Jayco AlUla - Cofidis - Team DSM-Firmenich - EF Education-EasyPost - Groupama-FDJ - Ineos Grenadiers - Intermarché-Circus-Wanty - Jumbo-Visma - Movistar Team - Soudal Quick-Step - Lidl-Trek - UAE Team Emirates Equipes ProTeam (4)- Israel-Premier Tech - Lotto Dstny - TotalEnergies - Uno-X Pro Cycling Team |
| |

## Favoritos
Jonas Vingegaard (Jumbo Visma): o vigente campeão dinamarquês de 26 anos, chega precedido de uma excelente actuação no Criterium do Dauphiné onde foi vencedor absoluto. A seu favor, a solidez de uma grande equipa, e a grande preparação que tem demonstrado para a ronda gala.
 Tadej Pogačar (UAE Team Emirates): ciclista esloveno de 24 anos, procurará seu terceiro título na Grande Boucle precedido neste ano de vitórias na Paris-Nice e nas três clássicas das Ardenas além de conseguir o campeonato em estrada e contrarrelógio de seu país natal. Durante sua preparação teve uma paragem obrigada por uma queda que lhe ocasionou fractura no pulso. Conta também com uma grande equipa, onde Adam Yates será um de seus gregários de ouro.
 Jai Hindley (Bora - Hansgrohe): o australiano de 27 anos tem em seu palmarés o título do Giro de Itália do 2022, foi quarto no Criterium do Dauphiné deste ano.
 Richard Carapaz (EF Education): o equatoriano de 30 anos tem sido pódio nas três grandes, no tour espera melhorar o terceiro posto conseguido em 2021, pese a que neste ano não tem tido um desempenho destacado nas corridas importantes que tem corrido ganhou a Mercan'Tour Classic Alpes-Maritimes.
Existem o outros ciclistas a ter em conta para disputar o pódio são o próprio Adam Yates, o australiano Ben O'Connor, o espanhol Enric Mas e o francês David Gaudu, quarto no ano anterior no tour.

## Etapas
| Etapa | Data      | Percurso                                    | type                      | Distância (km) | Elevação (m) | Vencedor           | Líder geral      |
| ----- | --------- | ------------------------------------------- | ------------------------- | -------------- | ------------ | ------------------ | ---------------- |
| 1     | 1 jul.    | Bilbau – Bilbau                             | etapa escarpada           | 182            | 3 238 m      | Adam Yates         | Adam Yates       |
| 2     | 2 jul.    | Vitoria-Gasteiz – San Sebastián             | etapa escarpada           | 208,9          | 2 943 m      | Victor Lafay       | Adam Yates       |
| 3     | 3 jul.    | Amorebieta-Echano – Baiona                  | etapa plana               | 193,5          | 2 600 m      | Jasper Philipsen   | Adam Yates       |
| 4     | 4 jul.    | Dax – Nogaro                                | etapa plana               | 181,8          | 1 434 m      | Jasper Philipsen   | Adam Yates       |
| 5     | 5 jul.    | Pau – Laruns                                | alta montanha             | 162,7          | 3 659 m      | Jai Hindley        | Jai Hindley      |
| 6     | 6 jul.    | Tarbes – Cauterets                          | alta montanha             | 144,9          | 3 922 m      | Tadej Pogačar      | Jonas Vingegaard |
| 7     | 7 jul.    | Mont-de-Marsan – Bordéus                    | etapa plana               | 169,9          | 785 m        | Jasper Philipsen   | Jonas Vingegaard |
| 8     | 8 jul.    | Libourne – Limoges                          | etapa escarpada           | 200,7          | 1 812 m      | Mads Pedersen      | Jonas Vingegaard |
| 9     | 9 jul.    | Saint-Léonard-de-Noblat – Puy de Dôme       | alta montanha             | 182,4          | 3 494 m      | Michael Woods      | Jonas Vingegaard |
|       | 10 de jul | Dia de descanso                             | Día de descanso           |                |              |                    |                  |
| 10    | 11 jul.   | Vulcania – Issoire                          | etapa escarpada           | 167,2          | 3 127 m      | Pello Bilbao       | Jonas Vingegaard |
| 11    | 12 jul.   | Clermont-Ferrand – Moulins                  | etapa plana               | 179,8          | 1 854 m      | Jasper Philipsen   | Jonas Vingegaard |
| 12    | 13 jul.   | Roanne – Belleville-en-Beaujolais           | etapa escarpada           | 168,8          | 3 088 m      | Ion Izagirre       | Jonas Vingegaard |
| 13    | 14 jul.   | Châtillon-sur-Chalaronne – Grande Colombier | alta montanha             | 137,8          | 2 410 m      | Michał Kwiatkowski | Jonas Vingegaard |
| 14    | 15 jul.   | Annemasse – Morzine                         | alta montanha             | 151,8          | 4 281 m      | Carlos Rodríguez   | Jonas Vingegaard |
| 15    | 16 jul.   | Les Gets – Saint-Gervais-les-Bains          | alta montanha             | 179            | 4 527 m      | Wout Poels         | Jonas Vingegaard |
|       | 17 de jul | Dia de descanso                             | Día de descanso           |                |              |                    |                  |
| 16    | 18 jul.   | Passy – Combloux                            | contrarrelógio individual | 22,4           | 638 m        | Jonas Vingegaard   | Jonas Vingegaard |
| 17    | 19 jul.   | Saint-Gervais-les-Bains – Courchevel        | alta montanha             | 165,7          | 5 405 m      | Félix Gall         | Jonas Vingegaard |
| 18    | 20 jul.   | Moûtiers – Bourg-en-Bresse                  | etapa plana               | 184,9          | 1 211 m      | Kasper Asgreen     | Jonas Vingegaard |
| 19    | 21 jul.   | Moirans-en-Montagne – Poligny               | etapa escarpada           | 172,8          | 1 950 m      | Matej Mohorič      | Jonas Vingegaard |
| 20    | 22 jul.   | Belfort – Markstein                         | alta montanha             | 133,5          | 3 484 m      | Tadej Pogačar      | Jonas Vingegaard |
| 21    | 23 jul.   | Saint-Quentin-en-Yvelines – Paris           | etapa plana               | 115,1          | 598 m        | Jordi Meeus        | Jonas Vingegaard |

## Classificações finais
As classificações finalizaram da seguinte forma:

### Classificação geral(Maillot Jaune)
| \| Classificação geral \| Classificação geral \| Classificação geral \| Classificação geral \| Classificação geral \| \| Ciclista \| Ciclista \| Equipe \| Tempo \| \| \| ------------------- \| -------------------- \| ------------------- \| ------------------- \| ------------------- \| \| 1. \| Jonas Vingegaard \| Jumbo-Visma \| 82h05m42s \| \| \| 2. \| Tadej Pogačar \| UAE Team Emirates \| + 7m29s \| \| \| 3. \| Adam Yates \| UAE Team Emirates \| + 10m56s \| \| \| 4. \| Simon Yates \| Team Jayco AlUla \| + 12m23s \| \| \| 5. \| Carlos Rodríguez \| Ineos Grenadiers \| + 13m17s \| \| \| 6. \| Pello Bilbao \| Bahrain Victorious \| + 13m27s \| \| \| 7. \| Jai Hindley \| Bora-Hansgrohe \| + 14m44s \| \| \| 8. \| Félix Gall \| AG2R Citroën Team \| + 16m09s \| \| \| 9. \| David Gaudu \| Groupama-FDJ \| + 23m08s \| \| \| 10. \| Guillaume Martin \| Cofidis \| + 26m30s \| \| \| 11. \| Thibaut Pinot \| Groupama-FDJ \| + 28m03s \| \| \| 12. \| Sepp Kuss \| Jumbo-Visma \| + 37m32s \| \| \| 13. \| Thomas Pidcock \| Ineos Grenadiers \| + 47m52s \| \| \| 14. \| Rafał Majka \| UAE Team Emirates \| + 56m36s \| \| \| 15. \| Jonathan Castroviejo \| Ineos Grenadiers \| + 56m37s \| \| \| 16. \| Chris Harper \| Team Jayco AlUla \| + 57m29s \| \| \| 17. \| Ben O'Connor \| AG2R Citroën Team \| + 1h04m59s \| \| \| 18. \| Wilco Kelderman \| Jumbo-Visma \| + 1h06m46s \| \| \| 19. \| Mikel Landa \| Bahrain Victorious \| + 1h12m41s \| \| \| 20. \| Valentin Madouas \| Groupama-FDJ \| + 1h14m10s \| \| \| 21. \| Emanuel Buchmann \| Bora-Hansgrohe \| + 1h15m44s \| \| \| 22. \| Warren Barguil \| Arkéa-Samsic \| + 1h17m06s \| \| \| 23. \| Felix Großschartner \| UAE Team Emirates \| + 1h45m21s \| \| \| 24. \| Tiesj Benoot \| Jumbo-Visma \| + 1h46m55s \| \| \| 25. \| Clément Berthet \| AG2R Citroën Team \| + 1h50m19s \| \| |                      |                    |            |
| |                      |                    |            |
| Fonte: ProCyclingStats |                      |                    |            |
| Classificação geral |                      |                    |            |
| Ciclista | Ciclista             | Equipe             | Tempo      |
| 1. | Jonas Vingegaard     | Jumbo-Visma        | 82h05m42s  |
| 2. | Tadej Pogačar        | UAE Team Emirates  | + 7m29s    |
| 3. | Adam Yates           | UAE Team Emirates  | + 10m56s   |
| 4. | Simon Yates          | Team Jayco AlUla   | + 12m23s   |
| 5. | Carlos Rodríguez     | Ineos Grenadiers   | + 13m17s   |
| 6. | Pello Bilbao         | Bahrain Victorious | + 13m27s   |
| 7. | Jai Hindley          | Bora-Hansgrohe     | + 14m44s   |
| 8. | Félix Gall           | AG2R Citroën Team  | + 16m09s   |
| 9. | David Gaudu          | Groupama-FDJ       | + 23m08s   |
| 10. | Guillaume Martin     | Cofidis            | + 26m30s   |
| 11. | Thibaut Pinot        | Groupama-FDJ       | + 28m03s   |
| 12. | Sepp Kuss            | Jumbo-Visma        | + 37m32s   |
| 13. | Thomas Pidcock       | Ineos Grenadiers   | + 47m52s   |
| 14. | Rafał Majka          | UAE Team Emirates  | + 56m36s   |
| 15. | Jonathan Castroviejo | Ineos Grenadiers   | + 56m37s   |
| 16. | Chris Harper         | Team Jayco AlUla   | + 57m29s   |
| 17. | Ben O'Connor         | AG2R Citroën Team  | + 1h04m59s |
| 18. | Wilco Kelderman      | Jumbo-Visma        | + 1h06m46s |
| 19. | Mikel Landa          | Bahrain Victorious | + 1h12m41s |
| 20. | Valentin Madouas     | Groupama-FDJ       | + 1h14m10s |
| 21. | Emanuel Buchmann     | Bora-Hansgrohe     | + 1h15m44s |
| 22. | Warren Barguil       | Arkéa-Samsic       | + 1h17m06s |
| 23. | Felix Großschartner  | UAE Team Emirates  | + 1h45m21s |
| 24. | Tiesj Benoot         | Jumbo-Visma        | + 1h46m55s |
| 25. | Clément Berthet      | AG2R Citroën Team  | + 1h50m19s |

### Classificação por pontos(Maillot Vert)
| Classificação por pontos | Classificação por pontos | Classificação por pontos | Classificação por pontos | Classificação por pontos |
| Ciclista                 | Ciclista                 | Equipe                   | Pontos                   |                          |
| ------------------------ | ------------------------ | ------------------------ | ------------------------ | ------------------------ |
| 1.                       | Jasper Philipsen         | Alpecin-Deceuninck       | 377 pts                  |                          |
| 2.                       | Mads Pedersen            | Lidl-Trek                | 258 pts                  |                          |
| 3.                       | Bryan Coquard            | Cofidis                  | 203 pts                  |                          |
| 4.                       | Tadej Pogačar            | UAE Team Emirates        | 186 pts                  |                          |
| 5.                       | Jonas Vingegaard         | Jumbo-Visma              | 128 pts                  |                          |
| 6.                       | Kasper Asgreen           | Soudal Quick-Step        | 125 pts                  |                          |
| 7.                       | Jordi Meeus              | Bora-Hansgrohe           | 123 pts                  |                          |
| 8.                       | Matej Mohorič            | Bahrain Victorious       | 106 pts                  |                          |
| 9.                       | Pello Bilbao             | Bahrain Victorious       | 103 pts                  |                          |
| 10.                      | Simon Yates              | Team Jayco AlUla         | 95 pts                   |                          |

### Classificação da montanha(Maillot à Pois Rouges)
| Classificação da montanha | Classificação da montanha  | Classificação da montanha | Classificação da montanha | Classificação da montanha |
| Ciclista                  | Ciclista                   | Equipe                    | Pontos                    |                           |
| ------------------------- | -------------------------- | ------------------------- | ------------------------- | ------------------------- |
| 1.                        | Giulio Ciccone             | Lidl-Trek                 | 106 pts                   |                           |
| 2.                        | Félix Gall                 | AG2R Citroën Team         | 92 pts                    |                           |
| 3.                        | Jonas Vingegaard           | Jumbo-Visma               | 89 pts                    |                           |
| 4.                        | Neilson Powless            | EF Education-EasyPost     | 58 pts                    |                           |
| 5.                        | Tadej Pogačar              | UAE Team Emirates         | 55 pts                    |                           |
| 6.                        | Simon Yates                | Team Jayco AlUla          | 44 pts                    |                           |
| 7.                        | Tobias Halland Johannessen | Uno-X Pro Cycling Team    | 38 pts                    |                           |
| 8.                        | Jai Hindley                | Bora-Hansgrohe            | 31 pts                    |                           |
| 9.                        | Michał Kwiatkowski         | Ineos Grenadiers          | 30 pts                    |                           |
| 10.                       | Mattias Skjelmose          | Lidl-Trek                 | 29 pts                    |                           |

### Classificação do melhor jovem(Maillot Blanc)
| Classificação dos jovens | Classificação dos jovens   | Classificação dos jovens | Classificação dos jovens | Classificação dos jovens |
| Ciclista                 | Ciclista                   | Equipe                   | Tempo                    |                          |
| ------------------------ | -------------------------- | ------------------------ | ------------------------ | ------------------------ |
| 1.                       | Tadej Pogačar              | UAE Team Emirates        | 82h13m11s                |                          |
| 2.                       | Carlos Rodríguez           | Ineos Grenadiers         | + 5m48s                  |                          |
| 3.                       | Félix Gall                 | AG2R Citroën Team        | + 8m40s                  |                          |
| 4.                       | Thomas Pidcock             | Ineos Grenadiers         | + 40m23s                 |                          |
| 5.                       | Mattias Skjelmose          | Lidl-Trek                | + 2h07m58s               |                          |
| 6.                       | Tobias Halland Johannessen | Uno-X Pro Cycling Team   | + 2h08m04s               |                          |
| 7.                       | Mathieu Burgaudeau         | TotalEnergies            | + 2h13m44s               |                          |
| 8.                       | Clément Champoussin        | Arkéa-Samsic             | + 2h50m38s               |                          |
| 9.                       | Matthew Dinham             | Team DSM-Firmenich       | + 3h06m03s               |                          |
| 10.                      | Maxim Van Gils             | Lotto Dstny              | + 3h10m20s               |                          |

### Classificação por equipas(Classement par Équipe)
| Classificação por equipes | Classificação por equipes | Classificação por equipes | Classificação por equipes |
| Equipe                    | Equipe                    | Tempo                     |                           |
| ------------------------- | ------------------------- | ------------------------- | ------------------------- |
| 1.                        | Jumbo-Visma               | 247h19m41s                |                           |
| 2.                        | UAE Team Emirates         | + 13m49s                  |                           |
| 3.                        | Bahrain Victorious        | + 27m38s                  |                           |
| 4.                        | Ineos Grenadiers          | + 28m37s                  |                           |
| 5.                        | Groupama-FDJ              | + 57m20s                  |                           |
| 6.                        | AG2R Citroën Team         | + 1h51m00s                |                           |
| 7.                        | Bora-Hansgrohe            | + 2h05m08s                |                           |
| 8.                        | Team Jayco AlUla          | + 3h21m33s                |                           |
| 9.                        | Israel-Premier Tech       | + 4h33m49s                |                           |
| 10.                       | Movistar Team             | + 4h37m33s                |                           |

## Evolução das classificações
| Etapa |                           | Vencedor _         | Classificação geral | Prêmio por pontos | Prêmio de montanha | Juventude     | Disputa              | Equipes            |
| ----- | ------------------------- | ------------------ | ------------------- | ----------------- | ------------------ | ------------- | -------------------- | ------------------ |
| 1     | etapa escarpada           | Adam Yates         | Adam Yates          | Adam Yates        | Neilson Powless    | Tadej Pogačar | Adam Yates           | Jumbo-Visma        |
| 2     | etapa escarpada           | Victor Lafay       | Adam Yates          | Victor Lafay      | Neilson Powless    | Tadej Pogačar | Neilson Powless      | Jumbo-Visma        |
| 3     | etapa plana               | Jasper Philipsen   | Adam Yates          | Victor Lafay      | Neilson Powless    | Tadej Pogačar | Laurent Pichon       | Jumbo-Visma        |
| 4     | etapa plana               | Jasper Philipsen   | Adam Yates          | Jasper Philipsen  | Neilson Powless    | Tadej Pogačar | Benoît Cosnefroy     | Jumbo-Visma        |
| 5     | alta montanha             | Jai Hindley        | Jai Hindley         | Jasper Philipsen  | Félix Gall         | Tadej Pogačar | Wout van Aert        | Jumbo-Visma        |
| 6     | alta montanha             | Tadej Pogačar      | Jonas Vingegaard    | Jasper Philipsen  | Neilson Powless    | Tadej Pogačar | Wout van Aert        | Jumbo-Visma        |
| 7     | etapa plana               | Jasper Philipsen   | Jonas Vingegaard    | Jasper Philipsen  | Neilson Powless    | Tadej Pogačar | Simon Guglielmi      | Jumbo-Visma        |
| 8     | etapa escarpada           | Mads Pedersen      | Jonas Vingegaard    | Jasper Philipsen  | Neilson Powless    | Tadej Pogačar | Anthony Turgis       | Jumbo-Visma        |
| 9     | alta montanha             | Michael Woods      | Jonas Vingegaard    | Jasper Philipsen  | Neilson Powless    | Tadej Pogačar | Matteo Jorgenson     | Bahrain Victorious |
| 10    | etapa escarpada           | Pello Bilbao       | Jonas Vingegaard    | Jasper Philipsen  | Neilson Powless    | Tadej Pogačar | Krists Neilands      | Bahrain Victorious |
| 11    | etapa plana               | Jasper Philipsen   | Jonas Vingegaard    | Jasper Philipsen  | Neilson Powless    | Tadej Pogačar | Daniel Oss           | Bahrain Victorious |
| 12    | etapa escarpada           | Ion Izagirre       | Jonas Vingegaard    | Jasper Philipsen  | Neilson Powless    | Tadej Pogačar | Mathieu van der Poel | Bahrain Victorious |
| 13    | alta montanha             | Michał Kwiatkowski | Jonas Vingegaard    | Jasper Philipsen  | Neilson Powless    | Tadej Pogačar | Michał Kwiatkowski   | Ineos Grenadiers   |
| 14    | alta montanha             | Carlos Rodríguez   | Jonas Vingegaard    | Jasper Philipsen  | Jonas Vingegaard   | Tadej Pogačar | Giulio Ciccone       | Ineos Grenadiers   |
| 15    | alta montanha             | Wout Poels         | Jonas Vingegaard    | Jasper Philipsen  | Giulio Ciccone     | Tadej Pogačar | Adrien Petit         | Jumbo-Visma        |
| 16    | contrarrelógio individual | Jonas Vingegaard   | Jonas Vingegaard    | Jasper Philipsen  | Giulio Ciccone     | Tadej Pogačar | não atribuído        | Jumbo-Visma        |
| 17    | alta montanha             | Félix Gall         | Jonas Vingegaard    | Jasper Philipsen  | Giulio Ciccone     | Tadej Pogačar | Félix Gall           | Jumbo-Visma        |
| 18    | etapa plana               | Kasper Asgreen     | Jonas Vingegaard    | Jasper Philipsen  | Giulio Ciccone     | Tadej Pogačar | Victor Campenaerts   | Jumbo-Visma        |
| 19    | etapa escarpada           | Matej Mohorič      | Jonas Vingegaard    | Jasper Philipsen  | Giulio Ciccone     | Tadej Pogačar | Victor Campenaerts   | Jumbo-Visma        |
| 20    | alta montanha             | Tadej Pogačar      | Jonas Vingegaard    | Jasper Philipsen  | Giulio Ciccone     | Tadej Pogačar | Thibaut Pinot        | Jumbo-Visma        |
| 21    | etapa plana               | Jordi Meeus        | Jonas Vingegaard    | Jasper Philipsen  | Giulio Ciccone     | Tadej Pogačar | não atribuído        | Jumbo-Visma        |
| Final | Final                     |                    | Jonas Vingegaard    | Jasper Philipsen  | Giulio Ciccone     | Tadej Pogačar | Victor Campenaerts   | Jumbo-Visma        |

## Ciclistas participantes e posições finais
| Jumbo-Visma TJV | Jumbo-Visma TJV                  | Jumbo-Visma TJV |
| --------------- | -------------------------------- | --------------- |
| Num             | Ciclista                         | Pos             |
| 1               | Jonas Vingegaard (DEN)           | 1.              |
| 2               | Tiesj Benoot (BEL)               | 24.             |
| 3               | Wilco Kelderman (NED)            | 18.             |
| 4               | Sepp Kuss (USA)                  | 12.             |
| 5               | Christophe Laporte (FRA)         | 80.             |
| 6               | Wout van Aert (BEL) (CRI)        | NP-18           |
| 7               | Dylan van Baarle (NED) (estrada) | 42.             |
| 8               | Nathan Van Hooydonck (BEL)       | 93.             |

| UAE Team Emirates UAD | UAE Team Emirates UAD               | UAE Team Emirates UAD |
| --------------------- | ----------------------------------- | --------------------- |
| Num                   | Ciclista                            | Pos                   |
| 11                    | Tadej Pogačar (SLO) (estrada e CRI) | 2.                    |
| 12                    | Mikkel Bjerg (DEN)                  | 123.                  |
| 14                    | Felix Großschartner (AUT)           | 23.                   |
| 15                    | Vegard Stake Laengen (NOR)          | 102.                  |
| 16                    | Rafał Majka (POL)                   | 14.                   |
| 17                    | Marc Soler (ESP)                    | 56.                   |
| 18                    | Matteo Trentin (ITA)                | 107.                  |
| 19                    | Adam Yates (GBR)                    | 3.                    |

| Ineos Grenadiers IGD | Ineos Grenadiers IGD             | Ineos Grenadiers IGD |
| -------------------- | -------------------------------- | -------------------- |
| Num                  | Ciclista                         | Pos                  |
| 21                   | Egan Bernal (COL)                | 36.                  |
| 22                   | Jonathan Castroviejo (ESP) (CRI) | 15.                  |
| 23                   | Omar Fraile (ESP)                | 60.                  |
| 24                   | Michał Kwiatkowski (POL) (CRI)   | 49.                  |
| 25                   | Daniel Felipe Martínez (COL)     | NP-15                |
| 26                   | Thomas Pidcock (GBR)             | 13.                  |
| 27                   | Carlos Rodríguez (ESP)           | 5.                   |
| 28                   | Ben Turner (GBR)                 | DNF-13               |

| Groupama-FDJ GFC | Groupama-FDJ GFC                 | Groupama-FDJ GFC |
| ---------------- | -------------------------------- | ---------------- |
| Num              | Ciclista                         | Pos              |
| 31               | David Gaudu (FRA)                | 9.               |
| 32               | Kevin Geniets (LUX)              | 41.              |
| 33               | Stefan Küng (SUI)                | 54.              |
| 34               | Olivier Le Gac (FRA)             | 131.             |
| 35               | Valentin Madouas (FRA) (estrada) | 20.              |
| 36               | Quentin Pacher (FRA)             | 63.              |
| 37               | Thibaut Pinot (FRA)              | 11.              |
| 38               | Lars van den Berg (NED)          | 70.              |

| EF Education-EasyPost EFE | EF Education-EasyPost EFE       | EF Education-EasyPost EFE |
| ------------------------- | ------------------------------- | ------------------------- |
| Num                       | Ciclista                        | Pos                       |
| 41                        | Richard Carapaz (ECU) (estrada) | NP-2                      |
| 42                        | Andrey Amador (CRC)             | 110.                      |
| 43                        | Alberto Bettiol (ITA)           | 83.                       |
| 44                        | Esteban Chaves (COL) (estrada)  | DNF-14                    |
| 45                        | Magnus Cort (DEN)               | 96.                       |
| 46                        | Neilson Powless (USA)           | 66.                       |
| 47                        | James Shaw (GBR)                | DNF-14                    |
| 48                        | Rigoberto Urán (COL)            | 71.                       |

| Soudal Quick-Step SOQ | Soudal Quick-Step SOQ          | Soudal Quick-Step SOQ |
| --------------------- | ------------------------------ | --------------------- |
| Num                   | Ciclista                       | Pos                   |
| 51                    | Julian Alaphilippe (FRA)       | 33.                   |
| 52                    | Kasper Asgreen (DEN) (CRI)     | 87.                   |
| 53                    | Rémi Cavagna (FRA) (CRI)       | 106.                  |
| 54                    | Tim Declercq (BEL)             | 118.                  |
| 55                    | Dries Devenyns (BEL)           | 119.                  |
| 56                    | Fabio Jakobsen (NED) (estrada) | NP-12                 |
| 57                    | Yves Lampaert (BEL)            | 104.                  |
| 58                    | Michael Mørkøv (DEN)           | 150.                  |

| Bahrain Victorious TBV | Bahrain Victorious TBV      | Bahrain Victorious TBV |
| ---------------------- | --------------------------- | ---------------------- |
| Num                    | Ciclista                    | Pos                    |
| 62                     | Mikel Landa (ESP)           | 19.                    |
| 63                     | Nikias Arndt (GER)          | 121.                   |
| 64                     | Phil Bauhaus (GER)          | DNF-17                 |
| 65                     | Pello Bilbao (ESP)          | 6.                     |
| 66                     | Jack Haig (AUS)             | 28.                    |
| 67                     | Matej Mohorič (SLO)         | 72.                    |
| 68                     | Wout Poels (NED)            | 27.                    |
| 69                     | Fred Wright (GBR) (estrada) | 92.                    |

| Bora-Hansgrohe BOH | Bora-Hansgrohe BOH               | Bora-Hansgrohe BOH |
| ------------------ | -------------------------------- | ------------------ |
| Num                | Ciclista                         | Pos                |
| 71                 | Jai Hindley (AUS)                | 7.                 |
| 72                 | Emanuel Buchmann (GER) (estrada) | 21.                |
| 73                 | Marco Haller (AUT)               | 78.                |
| 74                 | Bob Jungels (LUX)                | 26.                |
| 75                 | Patrick Konrad (AUT)             | 82.                |
| 76                 | Jordi Meeus (BEL)                | 139.               |
| 77                 | Nils Politt (GER) (CRI)          | 62.                |
| 78                 | Danny van Poppel (NED)           | 116.               |

| Lidl-Trek LTK | Lidl-Trek LTK                     | Lidl-Trek LTK |
| ------------- | --------------------------------- | ------------- |
| Num           | Ciclista                          | Pos           |
| 81            | Giulio Ciccone (ITA)              | 32.           |
| 82            | Tony Gallopin (FRA)               | 86.           |
| 83            | Mattias Skjelmose (DEN) (estrada) | 29.           |
| 84            | Alex Kirsch (LUX) (estrada e CRI) | 115.          |
| 85            | Juan Pedro López (ESP)            | 74.           |
| 86            | Mads Pedersen (DEN)               | 105.          |
| 87            | Quinn Simmons (USA) (estrada)     | NP-9          |
| 88            | Jasper Stuyven (BEL)              | 79.           |

| AG2R Citroën Team ACT | AG2R Citroën Team ACT        | AG2R Citroën Team ACT |
| --------------------- | ---------------------------- | --------------------- |
| Num                   | Ciclista                     | Pos                   |
| 91                    | Ben O'Connor (AUS)           | 17.                   |
| 92                    | Clément Berthet (FRA)        | 25.                   |
| 93                    | Benoît Cosnefroy (FRA)       | 101.                  |
| 94                    | Stan Dewulf (BEL)            | 81.                   |
| 95                    | Félix Gall (AUT)             | 8.                    |
| 96                    | Oliver Naesen (BEL)          | 76.                   |
| 97                    | Aurélien Paret-Peintre (FRA) | 55.                   |
| 98                    | Nans Peters (FRA)            | 73.                   |

| Alpecin-Deceuninck ADC | Alpecin-Deceuninck ADC     | Alpecin-Deceuninck ADC |
| ---------------------- | -------------------------- | ---------------------- |
| Num                    | Ciclista                   | Pos                    |
| 101                    | Mathieu van der Poel (NED) | 57.                    |
| 102                    | Silvan Dillier (SUI)       | 129.                   |
| 103                    | Michael Gogl (AUT)         | 133.                   |
| 104                    | Quinten Hermans (BEL)      | 113.                   |
| 105                    | Søren Kragh Andersen (DEN) | 122.                   |
| 106                    | Jasper Philipsen (BEL)     | 97.                    |
| 107                    | Jonas Rickaert (BEL)       | 114.                   |
| 108                    | Ramon Sinkeldam (NED)      | DNF-14                 |

| Intermarché-Circus-Wanty ICW | Intermarché-Circus-Wanty ICW | Intermarché-Circus-Wanty ICW |
| ---------------------------- | ---------------------------- | ---------------------------- |
| Num                          | Ciclista                     | Pos                          |
| 111                          | Biniam Girmay (ERI)          | 125.                         |
| 112                          | Lilian Calmejane (FRA)       | 77.                          |
| 113                          | Rui Costa (POR)              | 67.                          |
| 114                          | Louis Meintjes (RSA)         | DNF-14                       |
| 115                          | Adrien Petit (FRA)           | 143.                         |
| 116                          | Dion Smith (NZL)             | 111.                         |
| 117                          | Mike Teunissen (NED)         | 103.                         |
| 118                          | Georg Zimmermann (GER)       | 47.                          |

| Cofidis COF | Cofidis COF            | Cofidis COF |
| ----------- | ---------------------- | ----------- |
| Num         | Ciclista               | Pos         |
| 121         | Guillaume Martin (FRA) | 10.         |
| 122         | Bryan Coquard (FRA)    | 98.         |
| 123         | Simon Geschke (GER)    | DNF-18      |
| 124         | Ion Izagirre (ESP)     | 45.         |
| 125         | Victor Lafay (FRA)     | DNF-20      |
| 126         | Anthony Perez (FRA)    | NP-18       |
| 127         | Alexis Renard (FRA)    | NP-17       |
| 128         | Axel Zingle (FRA)      | 142.        |

| Movistar Team MOV | Movistar Team MOV                 | Movistar Team MOV |
| ----------------- | --------------------------------- | ----------------- |
| Num               | Ciclista                          | Pos               |
| 131               | Enric Mas (ESP)                   | DNF-1             |
| 132               | Ruben Guerreiro (POR)             | DNF-14            |
| 133               | Alex Aranburu (ESP)               | 52.               |
| 134               | Gorka Izagirre (ESP)              | 37.               |
| 135               | Matteo Jorgenson (USA)            | NP-16             |
| 136               | Gregor Mühlberger (AUT) (estrada) | 44.               |
| 137               | Nelson Oliveira (POR)             | 53.               |
| 138               | Antonio Pedrero (ESP)             | DNF-14            |

| Team DSM-Firmenich DSM | Team DSM-Firmenich DSM    | Team DSM-Firmenich DSM |
| ---------------------- | ------------------------- | ---------------------- |
| Num                    | Ciclista                  | Pos                    |
| 141                    | Romain Bardet (FRA)       | DNF-14                 |
| 142                    | John Degenkolb (GER)      | 145.                   |
| 143                    | Matthew Dinham (AUS)      | 58.                    |
| 144                    | Alexander Edmondson (AUS) | 146.                   |
| 145                    | Nils Eekhoff (NED)        | 138.                   |
| 146                    | Chris Hamilton (AUS)      | 46.                    |
| 147                    | Kevin Vermaerke (USA)     | 61.                    |
| 148                    | Sam Welsford (AUS)        | 144.                   |

| Israel-Premier Tech IPT | Israel-Premier Tech IPT | Israel-Premier Tech IPT |
| ----------------------- | ----------------------- | ----------------------- |
| Num                     | Ciclista                | Pos                     |
| 151                     | Michael Woods (CAN)     | 48.                     |
| 152                     | Guillaume Boivin (CAN)  | 126.                    |
| 153                     | Simon Clarke (AUS)      | 109.                    |
| 154                     | Hugo Houle (CAN)        | 38.                     |
| 155                     | Krists Neilands (LAT)   | 50.                     |
| 156                     | Nick Schultz (AUS)      | 39.                     |
| 157                     | Corbin Strong (NZL)     | 90.                     |
| 158                     | Dylan Teuns (BEL)       | 35.                     |

| Team Jayco AlUla JAY | Team Jayco AlUla JAY          | Team Jayco AlUla JAY |
| -------------------- | ----------------------------- | -------------------- |
| Num                  | Ciclista                      | Pos                  |
| 161                  | Simon Yates (GBR)             | 4.                   |
| 162                  | Lawson Craddock (USA)         | 84.                  |
| 163                  | Luke Durbridge (AUS)          | 130.                 |
| 164                  | Dylan Groenewegen (NED)       | 137.                 |
| 165                  | Chris Harper (AUS)            | 16.                  |
| 166                  | Christopher Juul-Jensen (DEN) | 117.                 |
| 167                  | Luka Mezgec (SLO)             | 112.                 |
| 168                  | Elmar Reinders (NED)          | 141.                 |

| Arkéa-Samsic ARK | Arkéa-Samsic ARK          | Arkéa-Samsic ARK |
| ---------------- | ------------------------- | ---------------- |
| Num              | Ciclista                  | Pos              |
| 171              | Warren Barguil (FRA)      | 22.              |
| 172              | Jenthe Biermans (BEL)     | 128.             |
| 173              | Clément Champoussin (FRA) | 51.              |
| 174              | Anthony Delaplace (FRA)   | 68.              |
| 175              | Simon Guglielmi (FRA)     | 69.              |
| 176              | Matis Louvel (FRA)        | 65.              |
| 177              | Luca Mozzato (ITA)        | 132.             |
| 178              | Laurent Pichon (FRA)      | 124.             |

| Lotto Dstny LTD | Lotto Dstny LTD          | Lotto Dstny LTD |
| --------------- | ------------------------ | --------------- |
| Num             | Ciclista                 | Pos             |
| 181             | Caleb Ewan (AUS)         | DNF-13          |
| 182             | Victor Campenaerts (BEL) | 64.             |
| 183             | Jasper De Buyst (BEL)    | 136.            |
| 184             | Pascal Eenkhoorn (NED)   | 91.             |
| 185             | Frederik Frison (BEL)    | 147.            |
| 186             | Jacopo Guarnieri (ITA)   | NP-5            |
| 187             | Maxim Van Gils (BEL)     | 59.             |
| 188             | Florian Vermeersch (BEL) | 120.            |

| Astana Qazaqstan Team AST | Astana Qazaqstan Team AST             | Astana Qazaqstan Team AST |
| ------------------------- | ------------------------------------- | ------------------------- |
| Num                       | Ciclista                              | Pos                       |
| 191                       | Mark Cavendish (GBR)                  | DNF-8                     |
| 192                       | Cees Bol (NED)                        | 149.                      |
| 193                       | David de la Cruz (ESP)                | DNF-12                    |
| 194                       | Yevgeniy Fedorov (KAZ)                | 148.                      |
| 195                       | Alexey Lutsenko (KAZ) (estrada e CRI) | 40.                       |
| 196                       | Gianni Moscon (ITA)                   | 135.                      |
| 197                       | Luis León Sánchez (ESP)               | NP-5                      |
| 198                       | Harold Tejada (COL)                   | 34.                       |

| Uno-X Pro Cycling Team UXT | Uno-X Pro Cycling Team UXT       | Uno-X Pro Cycling Team UXT |
| -------------------------- | -------------------------------- | -------------------------- |
| Num                        | Ciclista                         | Pos                        |
| 201                        | Alexander Kristoff (NOR)         | 134.                       |
| 202                        | Jonas Abrahamsen (NOR)           | 85.                        |
| 203                        | Anthon Charmig (DEN)             | 99.                        |
| 204                        | Tobias Halland Johannessen (NOR) | 30.                        |
| 205                        | Rasmus Tiller (NOR)              | 108.                       |
| 206                        | Torstein Træen (NOR)             | 95.                        |
| 207                        | Søren Wærenskjold (NOR) (CRI)    | 140.                       |
| 208                        | Jonas Gregaard (DEN)             | 43.                        |

| TotalEnergies TEN | TotalEnergies TEN          | TotalEnergies TEN |
| ----------------- | -------------------------- | ----------------- |
| Num               | Ciclista                   | Pos               |
| 211               | Peter Sagan (SVK)          | 127.              |
| 212               | Edvald Boasson Hagen (NOR) | 100.              |
| 213               | Mathieu Burgaudeau (FRA)   | 31.               |
| 214               | Steff Cras (BEL)           | DNF-8             |
| 215               | Valentin Ferron (FRA)      | 89.               |
| 216               | Pierre Latour (FRA)        | 75.               |
| 217               | Daniel Oss (ITA)           | 88.               |
| 218               | Anthony Turgis (FRA)       | 94.               |

| Jumbo-Visma TJV | Jumbo-Visma TJV                  | Jumbo-Visma TJV |
| --------------- | -------------------------------- | --------------- |
| Num             | Ciclista                         | Pos             |
| 1               | Jonas Vingegaard (DEN)           | 1.              |
| 2               | Tiesj Benoot (BEL)               | 24.             |
| 3               | Wilco Kelderman (NED)            | 18.             |
| 4               | Sepp Kuss (USA)                  | 12.             |
| 5               | Christophe Laporte (FRA)         | 80.             |
| 6               | Wout van Aert (BEL) (CRI)        | NP-18           |
| 7               | Dylan van Baarle (NED) (estrada) | 42.             |
| 8               | Nathan Van Hooydonck (BEL)       | 93.             |

| UAE Team Emirates UAD | UAE Team Emirates UAD               | UAE Team Emirates UAD |
| --------------------- | ----------------------------------- | --------------------- |
| Num                   | Ciclista                            | Pos                   |
| 11                    | Tadej Pogačar (SLO) (estrada e CRI) | 2.                    |
| 12                    | Mikkel Bjerg (DEN)                  | 123.                  |
| 14                    | Felix Großschartner (AUT)           | 23.                   |
| 15                    | Vegard Stake Laengen (NOR)          | 102.                  |
| 16                    | Rafał Majka (POL)                   | 14.                   |
| 17                    | Marc Soler (ESP)                    | 56.                   |
| 18                    | Matteo Trentin (ITA)                | 107.                  |
| 19                    | Adam Yates (GBR)                    | 3.                    |

| Ineos Grenadiers IGD | Ineos Grenadiers IGD             | Ineos Grenadiers IGD |
| -------------------- | -------------------------------- | -------------------- |
| Num                  | Ciclista                         | Pos                  |
| 21                   | Egan Bernal (COL)                | 36.                  |
| 22                   | Jonathan Castroviejo (ESP) (CRI) | 15.                  |
| 23                   | Omar Fraile (ESP)                | 60.                  |
| 24                   | Michał Kwiatkowski (POL) (CRI)   | 49.                  |
| 25                   | Daniel Felipe Martínez (COL)     | NP-15                |
| 26                   | Thomas Pidcock (GBR)             | 13.                  |
| 27                   | Carlos Rodríguez (ESP)           | 5.                   |
| 28                   | Ben Turner (GBR)                 | DNF-13               |

| Groupama-FDJ GFC | Groupama-FDJ GFC                 | Groupama-FDJ GFC |
| ---------------- | -------------------------------- | ---------------- |
| Num              | Ciclista                         | Pos              |
| 31               | David Gaudu (FRA)                | 9.               |
| 32               | Kevin Geniets (LUX)              | 41.              |
| 33               | Stefan Küng (SUI)                | 54.              |
| 34               | Olivier Le Gac (FRA)             | 131.             |
| 35               | Valentin Madouas (FRA) (estrada) | 20.              |
| 36               | Quentin Pacher (FRA)             | 63.              |
| 37               | Thibaut Pinot (FRA)              | 11.              |
| 38               | Lars van den Berg (NED)          | 70.              |

| EF Education-EasyPost EFE | EF Education-EasyPost EFE       | EF Education-EasyPost EFE |
| ------------------------- | ------------------------------- | ------------------------- |
| Num                       | Ciclista                        | Pos                       |
| 41                        | Richard Carapaz (ECU) (estrada) | NP-2                      |
| 42                        | Andrey Amador (CRC)             | 110.                      |
| 43                        | Alberto Bettiol (ITA)           | 83.                       |
| 44                        | Esteban Chaves (COL) (estrada)  | DNF-14                    |
| 45                        | Magnus Cort (DEN)               | 96.                       |
| 46                        | Neilson Powless (USA)           | 66.                       |
| 47                        | James Shaw (GBR)                | DNF-14                    |
| 48                        | Rigoberto Urán (COL)            | 71.                       |

| Soudal Quick-Step SOQ | Soudal Quick-Step SOQ          | Soudal Quick-Step SOQ |
| --------------------- | ------------------------------ | --------------------- |
| Num                   | Ciclista                       | Pos                   |
| 51                    | Julian Alaphilippe (FRA)       | 33.                   |
| 52                    | Kasper Asgreen (DEN) (CRI)     | 87.                   |
| 53                    | Rémi Cavagna (FRA) (CRI)       | 106.                  |
| 54                    | Tim Declercq (BEL)             | 118.                  |
| 55                    | Dries Devenyns (BEL)           | 119.                  |
| 56                    | Fabio Jakobsen (NED) (estrada) | NP-12                 |
| 57                    | Yves Lampaert (BEL)            | 104.                  |
| 58                    | Michael Mørkøv (DEN)           | 150.                  |

| Bahrain Victorious TBV | Bahrain Victorious TBV      | Bahrain Victorious TBV |
| ---------------------- | --------------------------- | ---------------------- |
| Num                    | Ciclista                    | Pos                    |
| 62                     | Mikel Landa (ESP)           | 19.                    |
| 63                     | Nikias Arndt (GER)          | 121.                   |
| 64                     | Phil Bauhaus (GER)          | DNF-17                 |
| 65                     | Pello Bilbao (ESP)          | 6.                     |
| 66                     | Jack Haig (AUS)             | 28.                    |
| 67                     | Matej Mohorič (SLO)         | 72.                    |
| 68                     | Wout Poels (NED)            | 27.                    |
| 69                     | Fred Wright (GBR) (estrada) | 92.                    |

| Bora-Hansgrohe BOH | Bora-Hansgrohe BOH               | Bora-Hansgrohe BOH |
| ------------------ | -------------------------------- | ------------------ |
| Num                | Ciclista                         | Pos                |
| 71                 | Jai Hindley (AUS)                | 7.                 |
| 72                 | Emanuel Buchmann (GER) (estrada) | 21.                |
| 73                 | Marco Haller (AUT)               | 78.                |
| 74                 | Bob Jungels (LUX)                | 26.                |
| 75                 | Patrick Konrad (AUT)             | 82.                |
| 76                 | Jordi Meeus (BEL)                | 139.               |
| 77                 | Nils Politt (GER) (CRI)          | 62.                |
| 78                 | Danny van Poppel (NED)           | 116.               |

| Lidl-Trek LTK | Lidl-Trek LTK                     | Lidl-Trek LTK |
| ------------- | --------------------------------- | ------------- |
| Num           | Ciclista                          | Pos           |
| 81            | Giulio Ciccone (ITA)              | 32.           |
| 82            | Tony Gallopin (FRA)               | 86.           |
| 83            | Mattias Skjelmose (DEN) (estrada) | 29.           |
| 84            | Alex Kirsch (LUX) (estrada e CRI) | 115.          |
| 85            | Juan Pedro López (ESP)            | 74.           |
| 86            | Mads Pedersen (DEN)               | 105.          |
| 87            | Quinn Simmons (USA) (estrada)     | NP-9          |
| 88            | Jasper Stuyven (BEL)              | 79.           |

| AG2R Citroën Team ACT | AG2R Citroën Team ACT        | AG2R Citroën Team ACT |
| --------------------- | ---------------------------- | --------------------- |
| Num                   | Ciclista                     | Pos                   |
| 91                    | Ben O'Connor (AUS)           | 17.                   |
| 92                    | Clément Berthet (FRA)        | 25.                   |
| 93                    | Benoît Cosnefroy (FRA)       | 101.                  |
| 94                    | Stan Dewulf (BEL)            | 81.                   |
| 95                    | Félix Gall (AUT)             | 8.                    |
| 96                    | Oliver Naesen (BEL)          | 76.                   |
| 97                    | Aurélien Paret-Peintre (FRA) | 55.                   |
| 98                    | Nans Peters (FRA)            | 73.                   |

| Alpecin-Deceuninck ADC | Alpecin-Deceuninck ADC     | Alpecin-Deceuninck ADC |
| ---------------------- | -------------------------- | ---------------------- |
| Num                    | Ciclista                   | Pos                    |
| 101                    | Mathieu van der Poel (NED) | 57.                    |
| 102                    | Silvan Dillier (SUI)       | 129.                   |
| 103                    | Michael Gogl (AUT)         | 133.                   |
| 104                    | Quinten Hermans (BEL)      | 113.                   |
| 105                    | Søren Kragh Andersen (DEN) | 122.                   |
| 106                    | Jasper Philipsen (BEL)     | 97.                    |
| 107                    | Jonas Rickaert (BEL)       | 114.                   |
| 108                    | Ramon Sinkeldam (NED)      | DNF-14                 |

| Intermarché-Circus-Wanty ICW | Intermarché-Circus-Wanty ICW | Intermarché-Circus-Wanty ICW |
| ---------------------------- | ---------------------------- | ---------------------------- |
| Num                          | Ciclista                     | Pos                          |
| 111                          | Biniam Girmay (ERI)          | 125.                         |
| 112                          | Lilian Calmejane (FRA)       | 77.                          |
| 113                          | Rui Costa (POR)              | 67.                          |
| 114                          | Louis Meintjes (RSA)         | DNF-14                       |
| 115                          | Adrien Petit (FRA)           | 143.                         |
| 116                          | Dion Smith (NZL)             | 111.                         |
| 117                          | Mike Teunissen (NED)         | 103.                         |
| 118                          | Georg Zimmermann (GER)       | 47.                          |

| Cofidis COF | Cofidis COF            | Cofidis COF |
| ----------- | ---------------------- | ----------- |
| Num         | Ciclista               | Pos         |
| 121         | Guillaume Martin (FRA) | 10.         |
| 122         | Bryan Coquard (FRA)    | 98.         |
| 123         | Simon Geschke (GER)    | DNF-18      |
| 124         | Ion Izagirre (ESP)     | 45.         |
| 125         | Victor Lafay (FRA)     | DNF-20      |
| 126         | Anthony Perez (FRA)    | NP-18       |
| 127         | Alexis Renard (FRA)    | NP-17       |
| 128         | Axel Zingle (FRA)      | 142.        |

| Movistar Team MOV | Movistar Team MOV                 | Movistar Team MOV |
| ----------------- | --------------------------------- | ----------------- |
| Num               | Ciclista                          | Pos               |
| 131               | Enric Mas (ESP)                   | DNF-1             |
| 132               | Ruben Guerreiro (POR)             | DNF-14            |
| 133               | Alex Aranburu (ESP)               | 52.               |
| 134               | Gorka Izagirre (ESP)              | 37.               |
| 135               | Matteo Jorgenson (USA)            | NP-16             |
| 136               | Gregor Mühlberger (AUT) (estrada) | 44.               |
| 137               | Nelson Oliveira (POR)             | 53.               |
| 138               | Antonio Pedrero (ESP)             | DNF-14            |

| Team DSM-Firmenich DSM | Team DSM-Firmenich DSM    | Team DSM-Firmenich DSM |
| ---------------------- | ------------------------- | ---------------------- |
| Num                    | Ciclista                  | Pos                    |
| 141                    | Romain Bardet (FRA)       | DNF-14                 |
| 142                    | John Degenkolb (GER)      | 145.                   |
| 143                    | Matthew Dinham (AUS)      | 58.                    |
| 144                    | Alexander Edmondson (AUS) | 146.                   |
| 145                    | Nils Eekhoff (NED)        | 138.                   |
| 146                    | Chris Hamilton (AUS)      | 46.                    |
| 147                    | Kevin Vermaerke (USA)     | 61.                    |
| 148                    | Sam Welsford (AUS)        | 144.                   |

| Israel-Premier Tech IPT | Israel-Premier Tech IPT | Israel-Premier Tech IPT |
| ----------------------- | ----------------------- | ----------------------- |
| Num                     | Ciclista                | Pos                     |
| 151                     | Michael Woods (CAN)     | 48.                     |
| 152                     | Guillaume Boivin (CAN)  | 126.                    |
| 153                     | Simon Clarke (AUS)      | 109.                    |
| 154                     | Hugo Houle (CAN)        | 38.                     |
| 155                     | Krists Neilands (LAT)   | 50.                     |
| 156                     | Nick Schultz (AUS)      | 39.                     |
| 157                     | Corbin Strong (NZL)     | 90.                     |
| 158                     | Dylan Teuns (BEL)       | 35.                     |

| Team Jayco AlUla JAY | Team Jayco AlUla JAY          | Team Jayco AlUla JAY |
| -------------------- | ----------------------------- | -------------------- |
| Num                  | Ciclista                      | Pos                  |
| 161                  | Simon Yates (GBR)             | 4.                   |
| 162                  | Lawson Craddock (USA)         | 84.                  |
| 163                  | Luke Durbridge (AUS)          | 130.                 |
| 164                  | Dylan Groenewegen (NED)       | 137.                 |
| 165                  | Chris Harper (AUS)            | 16.                  |
| 166                  | Christopher Juul-Jensen (DEN) | 117.                 |
| 167                  | Luka Mezgec (SLO)             | 112.                 |
| 168                  | Elmar Reinders (NED)          | 141.                 |

| Arkéa-Samsic ARK | Arkéa-Samsic ARK          | Arkéa-Samsic ARK |
| ---------------- | ------------------------- | ---------------- |
| Num              | Ciclista                  | Pos              |
| 171              | Warren Barguil (FRA)      | 22.              |
| 172              | Jenthe Biermans (BEL)     | 128.             |
| 173              | Clément Champoussin (FRA) | 51.              |
| 174              | Anthony Delaplace (FRA)   | 68.              |
| 175              | Simon Guglielmi (FRA)     | 69.              |
| 176              | Matis Louvel (FRA)        | 65.              |
| 177              | Luca Mozzato (ITA)        | 132.             |
| 178              | Laurent Pichon (FRA)      | 124.             |

| Lotto Dstny LTD | Lotto Dstny LTD          | Lotto Dstny LTD |
| --------------- | ------------------------ | --------------- |
| Num             | Ciclista                 | Pos             |
| 181             | Caleb Ewan (AUS)         | DNF-13          |
| 182             | Victor Campenaerts (BEL) | 64.             |
| 183             | Jasper De Buyst (BEL)    | 136.            |
| 184             | Pascal Eenkhoorn (NED)   | 91.             |
| 185             | Frederik Frison (BEL)    | 147.            |
| 186             | Jacopo Guarnieri (ITA)   | NP-5            |
| 187             | Maxim Van Gils (BEL)     | 59.             |
| 188             | Florian Vermeersch (BEL) | 120.            |

| Astana Qazaqstan Team AST | Astana Qazaqstan Team AST             | Astana Qazaqstan Team AST |
| ------------------------- | ------------------------------------- | ------------------------- |
| Num                       | Ciclista                              | Pos                       |
| 191                       | Mark Cavendish (GBR)                  | DNF-8                     |
| 192                       | Cees Bol (NED)                        | 149.                      |
| 193                       | David de la Cruz (ESP)                | DNF-12                    |
| 194                       | Yevgeniy Fedorov (KAZ)                | 148.                      |
| 195                       | Alexey Lutsenko (KAZ) (estrada e CRI) | 40.                       |
| 196                       | Gianni Moscon (ITA)                   | 135.                      |
| 197                       | Luis León Sánchez (ESP)               | NP-5                      |
| 198                       | Harold Tejada (COL)                   | 34.                       |

| Uno-X Pro Cycling Team UXT | Uno-X Pro Cycling Team UXT       | Uno-X Pro Cycling Team UXT |
| -------------------------- | -------------------------------- | -------------------------- |
| Num                        | Ciclista                         | Pos                        |
| 201                        | Alexander Kristoff (NOR)         | 134.                       |
| 202                        | Jonas Abrahamsen (NOR)           | 85.                        |
| 203                        | Anthon Charmig (DEN)             | 99.                        |
| 204                        | Tobias Halland Johannessen (NOR) | 30.                        |
| 205                        | Rasmus Tiller (NOR)              | 108.                       |
| 206                        | Torstein Træen (NOR)             | 95.                        |
| 207                        | Søren Wærenskjold (NOR) (CRI)    | 140.                       |
| 208                        | Jonas Gregaard (DEN)             | 43.                        |

| TotalEnergies TEN | TotalEnergies TEN          | TotalEnergies TEN |
| ----------------- | -------------------------- | ----------------- |
| Num               | Ciclista                   | Pos               |
| 211               | Peter Sagan (SVK)          | 127.              |
| 212               | Edvald Boasson Hagen (NOR) | 100.              |
| 213               | Mathieu Burgaudeau (FRA)   | 31.               |
| 214               | Steff Cras (BEL)           | DNF-8             |
| 215               | Valentin Ferron (FRA)      | 89.               |
| 216               | Pierre Latour (FRA)        | 75.               |
| 217               | Daniel Oss (ITA)           | 88.               |
| 218               | Anthony Turgis (FRA)       | 94.               |

Convenções:
- AB-N: Abandono na etapa "N"
- FLT-N: Retiro por chegada fora do limite de tempo na etapa "N"
- NTS-N: Não tomou a saída para a etapa "N"
- DES-N: Desclassificado ou expulsado na etapa "N"